# Elevate (album Big Time Rush)
Elevate – drugi album studyjny amerykańskiego boysbandu Big Time Rush, wydany 21 listopada 2011 roku nakładem wytwórni Columbia Records we współpracy z Nickelodeon.